# Schwielowsee (kommun)
Schwielowsee är en kommun i östra Tyskland, belägen i Landkreis Potsdam-Mittelmark i förbundslandet Brandenburg, omkring 5 km sydväst om delstatshuvudstaden Potsdam sydväst om Berlin.  Kommunen är döpt efter sjön Schwielowsee i floden Havel, som delar kommunen i en nordlig och en sydlig del.
De största orterna i kommunen utgörs av kommundelarna Caputh och Ferch, söder om Schwielowsee, samt Geltow norr om sjön.  Dessa var fram till 2002 självständiga kommuner.  Caputh och Geltow är sedan 1853 sammanbundna med en färja.

## Sevärdheter

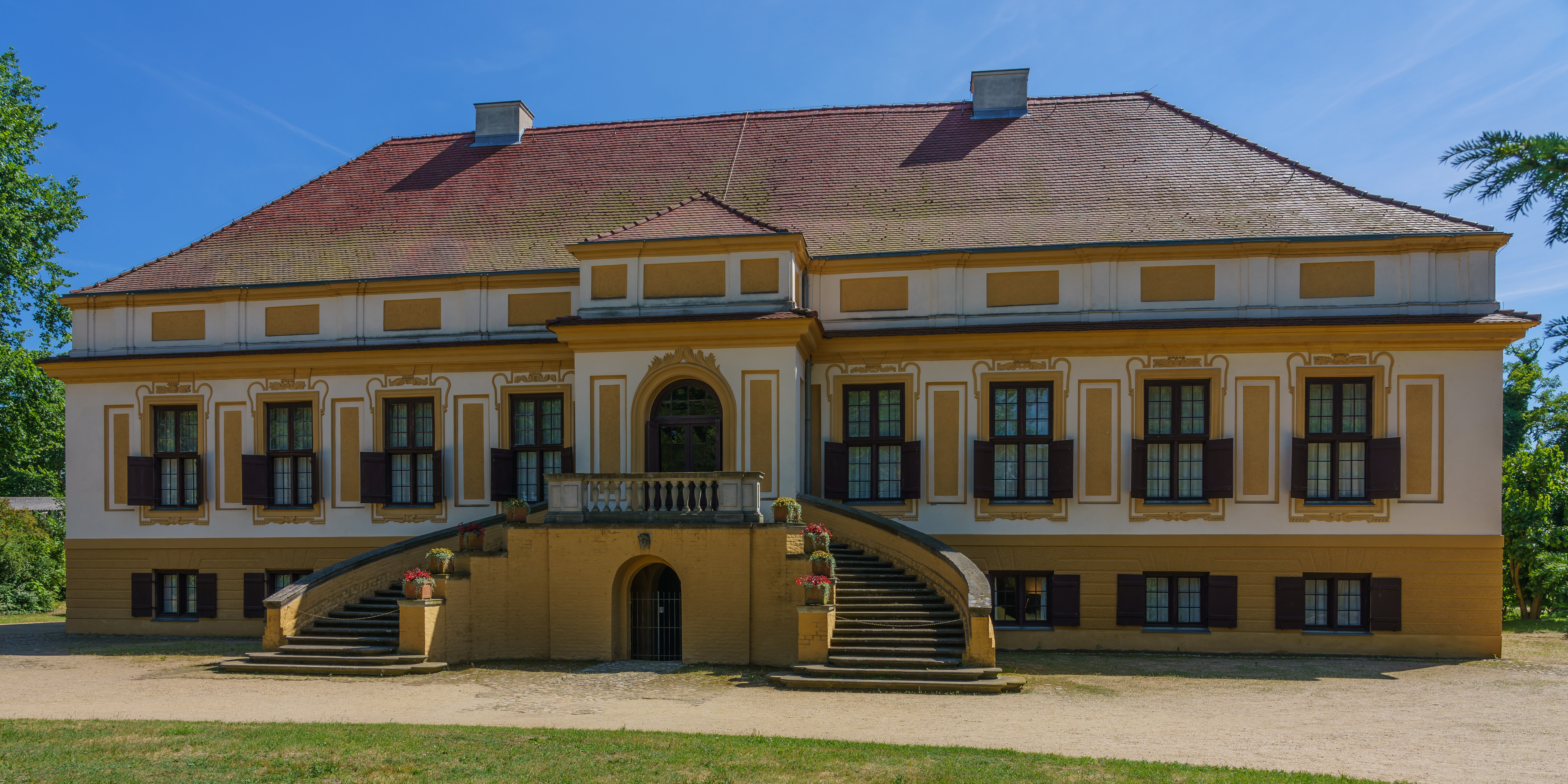
Schloss Caputh

Caputh är bland annat berömt för sitt kungliga slott, Schloss Caputh, och för Einsteinhaus Caputh, Albert Einsteins familjs sommarhus åren 1929 till 1932.  Huset konfiskerades av Nazityskland och tillföll kommunen 1935, efter att familjen flytt från Tyskland 1932. Sommarhuset restaurerades 2005 och är sedan dess i begränsad form tillgängligt för allmänheten under sommarmånaderna.  Då Einstein själv inte ville att huset skulle bli museum, finns istället en utställning om Einsteins tid i Caputh i ortens medborgarhus.

## Kommunikationer

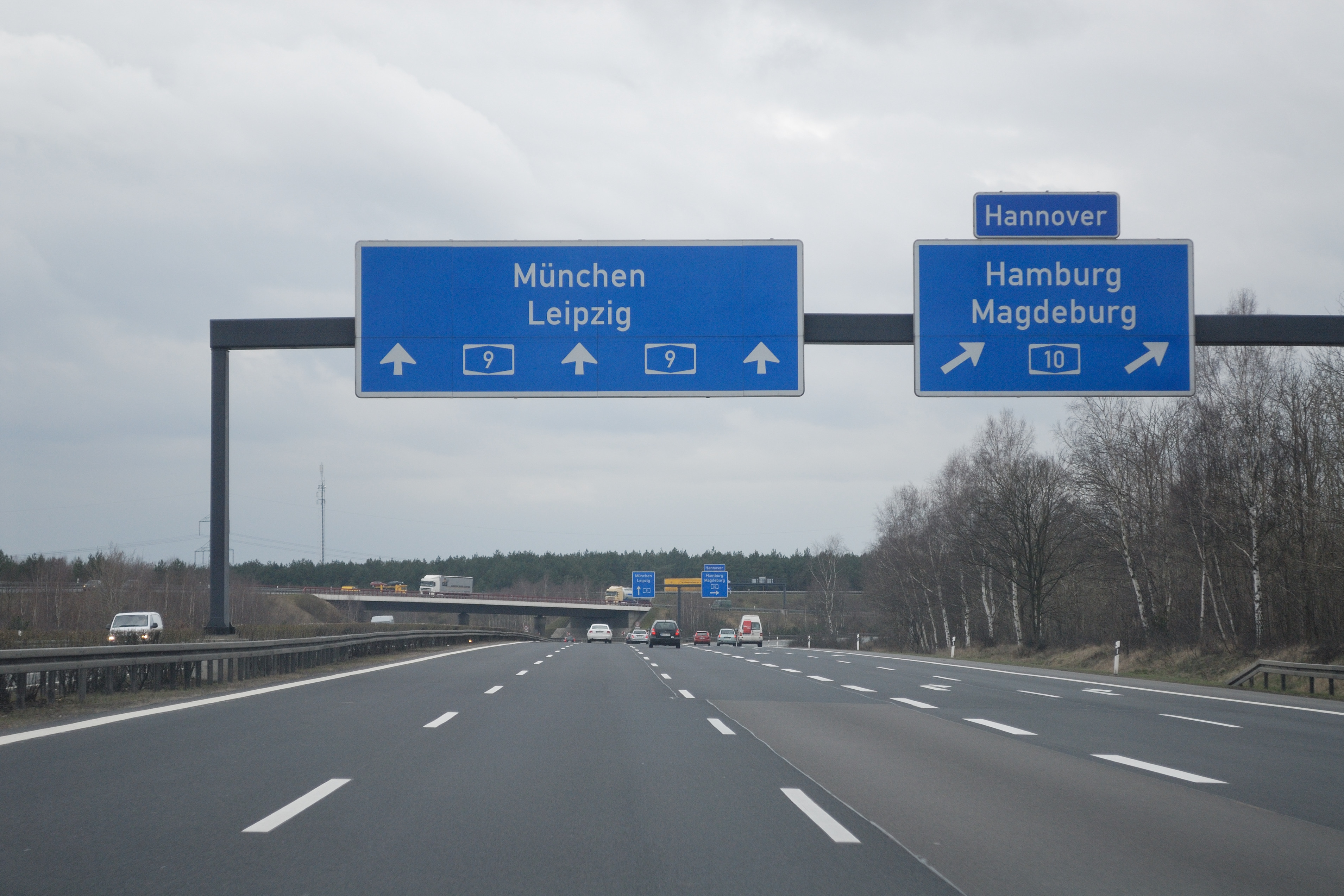
Trafikplats Potsdam på A9/A10

Genom kommunen passerar Berlins ringmotorväg A10, med avfarterna Ferch och Glindow.  I södra delen av orten börjar motorvägen A9 mot München och ansluter här till ringleden.  Förbundsvägen Bundesstrasse 1 passerar genom Geltow i den norra delen av kommunen.
Capuths färja över floden Havel utgör den enda direkta vägtrafikförbindelsen mellan norra och södra Caputh; däremot finns en järnvägsbro över floden.
I östra delen av kommunen ligger två järnvägsstationer, Caputh-Geltow norr om floden Havel och Caputh-Schwielowsee söder om floden.  Dessa trafikeras av regionaltåg i riktning mot Potsdams centralstation och Michendorf.  En busslinje sammanbinder orterna efter den södra flodstranden med Potsdams centralstation.

## Kända ortsbor

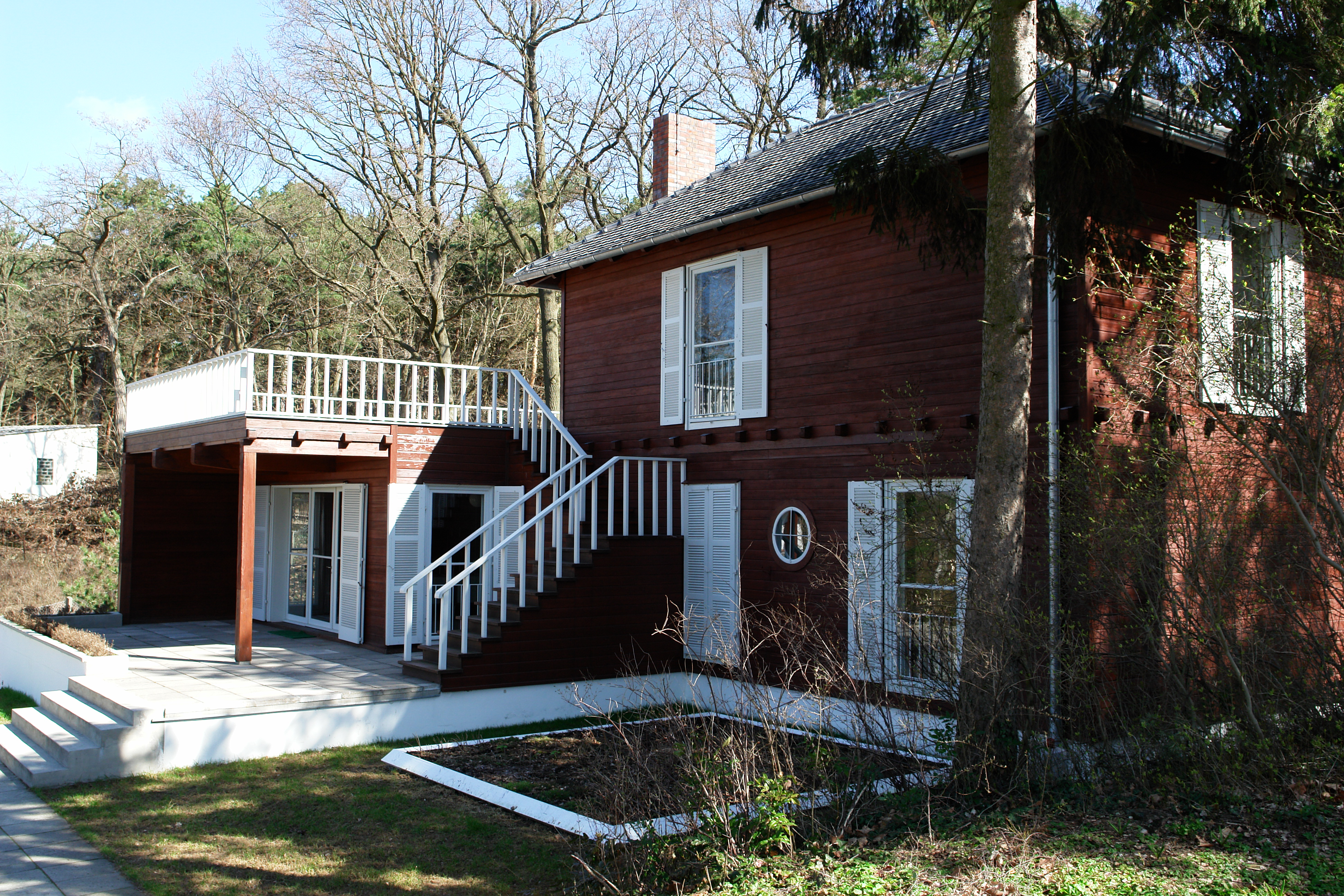
Albert Einstein bodde i sommarhuset i Caputh 1929-1932.

- Werner Blankenburg (1905-1957), nazistisk funktionär, en av de huvudansvariga för Nazitysklands eutanasiprogram Aktion T4.
- Petra Blossey (född 1956), skådespelare.
- Barbara Czekalla (född 1951), tidigare östtysk volleybollspelare.
- Albert Einstein (1879-1955), fysiker och nobelpristagare, bosatt i Caputh under somrarna 1929-1932.
- Horst-Günter Marx (född 1955), skådespelare.
- Madeleine Wehle (född 1968), TV-programledare.